# Claudio Albizuris
Claudio Josué Albizuris Aguilár (né le 1er juillet 1981 à Guatemala City au Guatemala) est un joueur de football international guatémaltèque, qui évolue au poste de défenseur.

## Biographie

### Carrière en sélection
Avec l'équipe du Guatemala, il joue 36 matchs (pour un but inscrit) entre 2001 et  2012.
Il figure notamment dans le groupe des sélectionnés lors des Gold Cup de 2002 et de 2007.

## Palmarès
Deportivo Municipal
- Championnat du Guatemala (12) :
  - Champion : 2000 (Clôture), 2000 (Ouverture), 2001 (Ouverture), 2002 (Clôture), 2002 (Ouverture), 2004 (Ouverture), 2005 (Clôture), 2005 (Ouverture), 2006 (Clôture), 2006 (Ouverture), 2008 (Clôture) et 2010 (Clôture).